# Gottlieb von Thäter

Einband des Kriegserinnerungsbuches 1870/71

Gottlieb Josef Thäter, seit 1897 Ritter von Thäter (* 27. Dezember 1846 in Nürnberg; † 3. September 1912 in Bad Aibling) war ein bayerischer Generalmajor.

## Leben

### Herkunft
Er war der Sohn des Lehrers Johannes Wolfgang Thäter und dessen Ehefrau Antonetta, geborene Gürsching. Nach dem Tod des Vaters heiratete die Mutter 1869 dessen Freund, den verwitweten Juristen Adolf von Scheurl.

### Militärkarriere
Thäter besuchte das Humanistische Gymnasium seiner Heimatstadt und studierte Jura. Während seines Studiums wurde er in Erlangen im Winter-Semester 1864/65 Mitglied der Burschenschaft der Bubenreuther. Am 1. Oktober 1868 trat er als Einjährig-Freiwilliger in das 6. Jägerbataillon der Bayerischen Armee ein. In den Reihen des 10. Jägerbataillons sowie des 10. Infanterie-Regiment „König Ludwig“ machte er 1870/71 den Deutsch-Französischen Krieg mit. Dabei kämpfte er bei Wörth, Beaumont sowie Sedan und war bei der Belagerung von Paris. Von 1873 bis 1876 absolvierte Thäter die Bayerische Kriegsakademie, die ihm die Qualifikation für den Generalstab, die Höhere Adjutantur und das Lehrfach aussprach. Im weiteren Verlauf seiner Militärkarriere war Thäter ab 1897 Oberst und wurde im gleichen Jahr für seine Verdienste mit dem Orden der Bayerischen Krone ausgezeichnet. Mit der Verleihung war der persönliche Adel verbunden und er durfte sich nach der Eintragung in die Ritterklasse der bayerischen Adelsmatrikel Ritter von Thäter nennen.
Von 1899 bis 1901 war Thäter dann Kommandeur des 1. Infanterie-Regiment „König“, wurde anschließend Generalmajor und als solcher Kommandeur der 2. Infanterie-Brigade in München. 1903 wurde er zur Disposition gestellt und lebte danach vornehmlich auf Schloss Weiherhaus bei Feucht.
Dort verfasste Thäter 1910 ein Buch mit dem Titel Meine Feldzugserinnerungen 1870/71, das ihn überregional bekannt werden ließ. Er gehörte als Mitglied dem Pegnesischen Blumenorden an.

### Familie
1880 heiratete Thäter in München Johanna Dollmann, Enkelin des Staatsrates Friedrich von Roth und Tochter des 1859 geadelten Rechtsprofessors Karl Friedrich von Dollmann (1811–1867), dem älteren Bruder des bayerischen Hofarchitekten Georg von Dollmann. Aus der Ehe gingen vier Töchter hervor. Drei seiner Schwiegersöhne waren namhafte Persönlichkeiten des öffentlichen Lebens. Es handelte sich um den Bayerischen Landtagsabgeordneten und Industriellen Ferdinand Steinbeis (1872–1932), den Regimentskommandeur und Ritter des Militär-Max-Joseph-Ordens Oberstleutnant Hermann von Giehrl (1877–1923) sowie um den lutherischen Bischof Wilhelm Stählin (1883–1975).

## Werke
- Meine Feldzugserinnerungen 1870/71. Biographischer Teil. Seiten 1–3. Verlag C.H. Beck. München 1911.